# Dissay-sous-Courcillon
Dissay-sous-Courcillon is een gemeente in het Franse departement Sarthe (regio Pays de la Loire). De plaats maakt deel uit van het arrondissement La Flèche. Dissay-sous-Courcillon telde op 1 januari 2022 942 inwoners.

## Geografie
De oppervlakte van Dissay-sous-Courcillon bedroeg op 1 januari 2022 34,92 vierkante kilometer; de bevolkingsdichtheid was toen 27 inwoners per km².

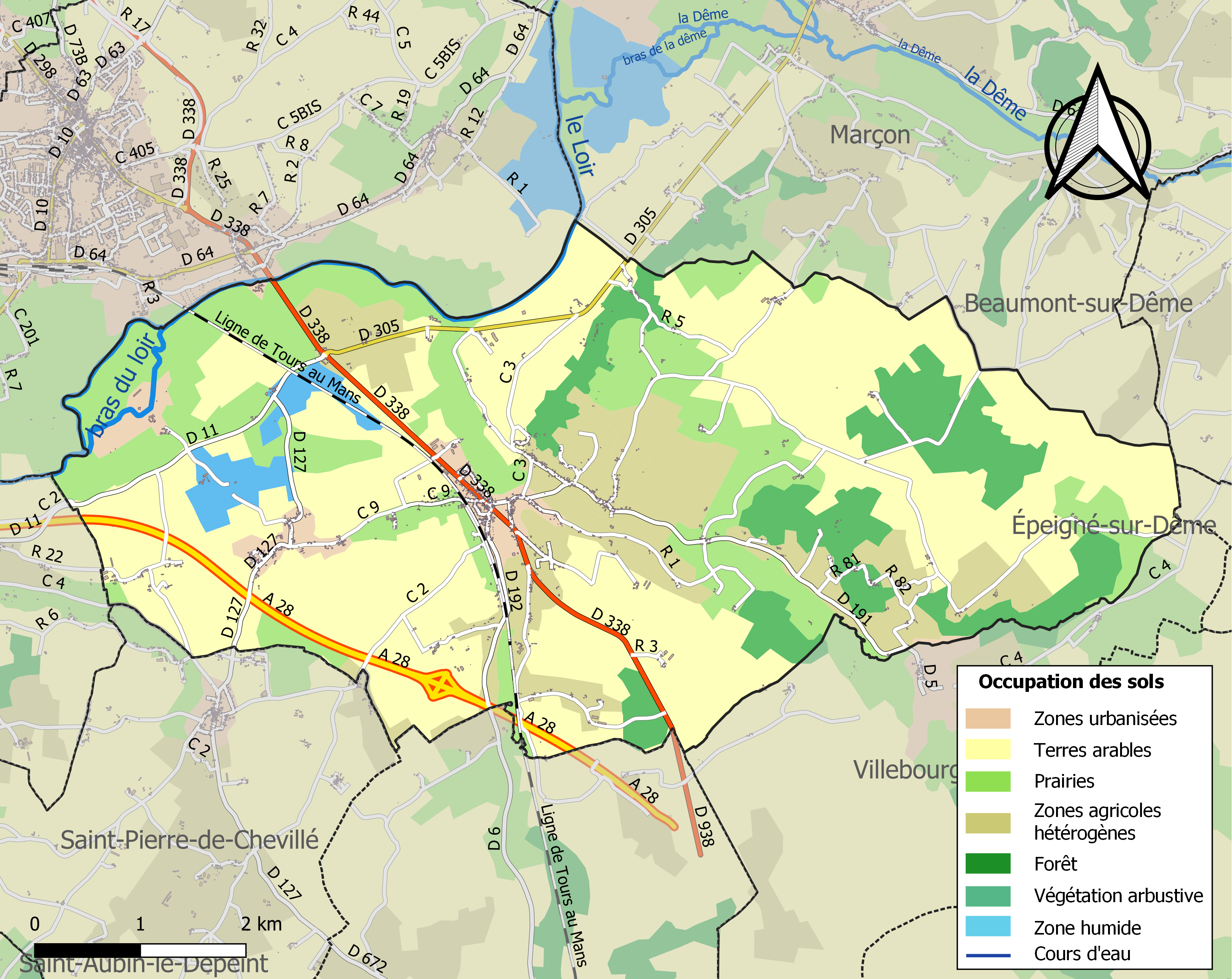
Kaart van de gemeente met de belangrijkste infrastructuur, bodemgebruik en omliggende gemeenten

## Demografie
Onderstaande figuur toont het verloop van het inwonertal (bron: INSEE-tellingen).

## Foto's

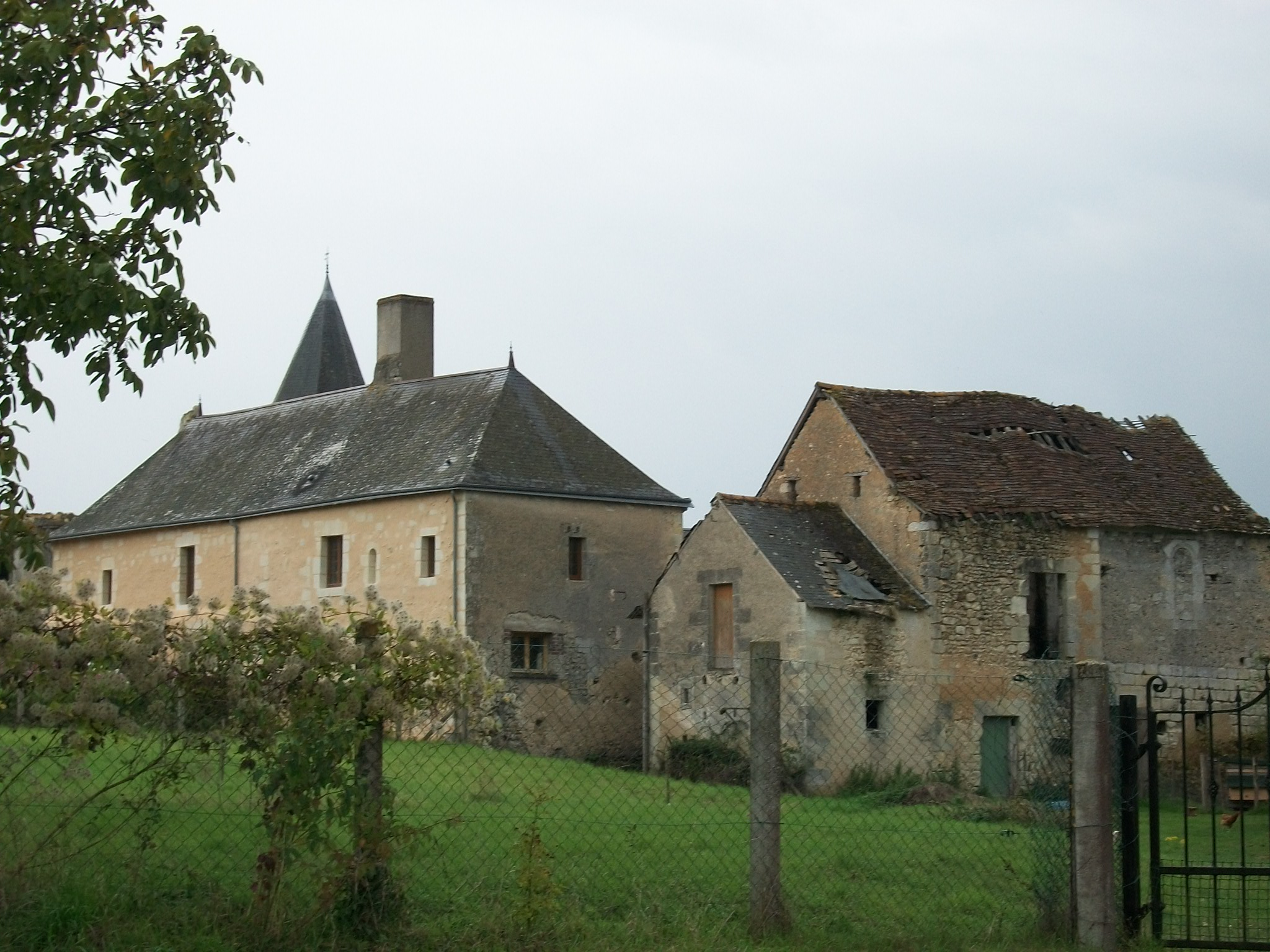
Seigneurie van Vernay
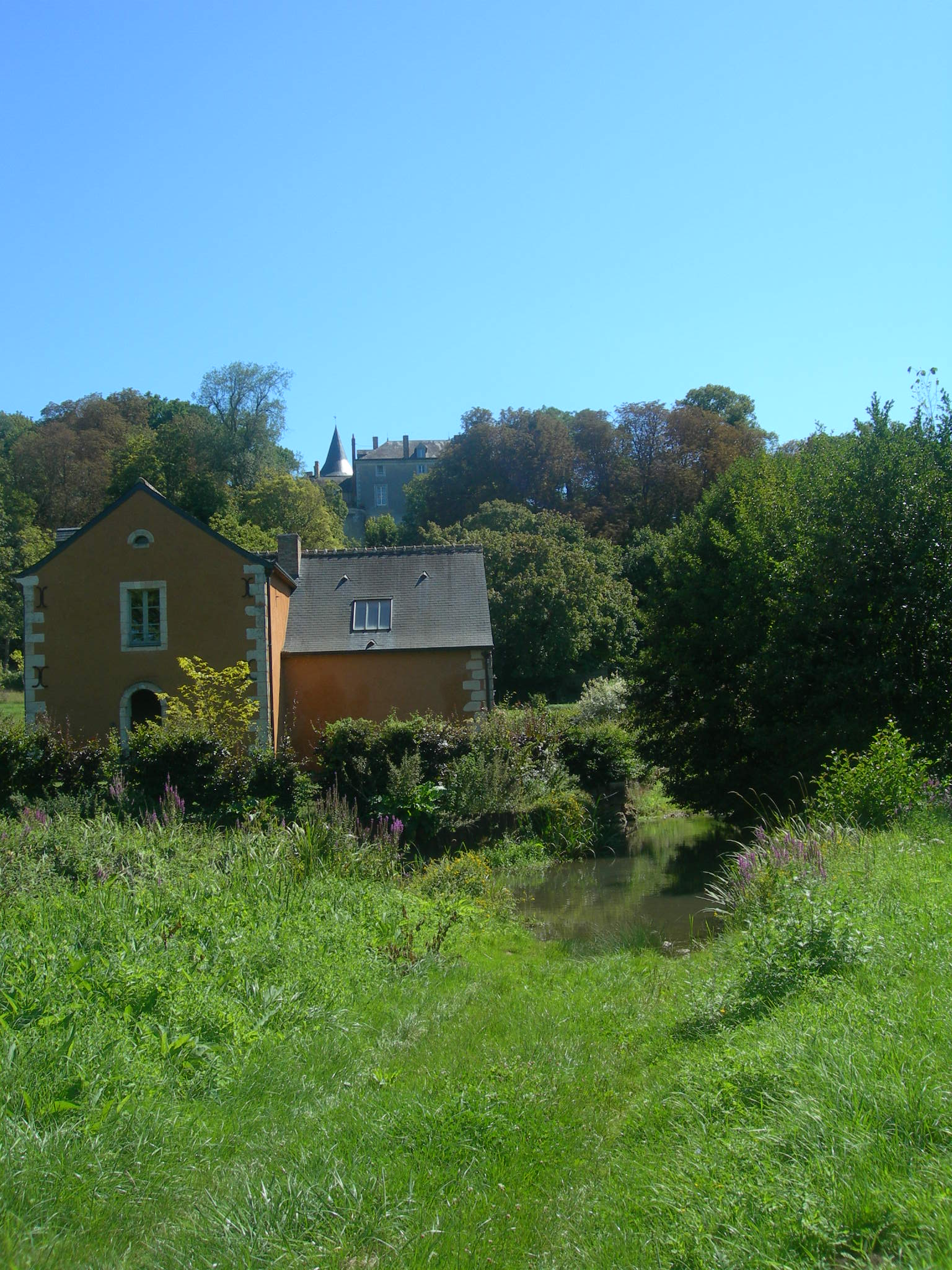
Molen en kasteel